# カステルヌー
カステルヌー（Castelnou、カタルーニャ語:Castellnou dels Aspres）は、フランス、オクシタニー地域圏ピレネー＝オリアンタル県のコミューン。

## 地理
カステルヌーはテュイールの西5kmのところ、アスプル地方の山の麓にある。村は丘の上にたっており、村を子爵の居城、かつての望楼が見下ろしている。

## 歴史
カステルヌーの定住地はカステルヌー城の周りで成長し、10世紀の終わりには名が知られていた。このcastrum novumまたはcastellum novum（カタルーニャ語でのCastell Nouとは「新しい城」を意味する）は、カステルヌー子爵の権力の座であった。1286年、城にマヨルカ王ジャウメ2世の軍が押し寄せ、そして1483年に新たにルサリョ（フランス語名はルシヨン）知事による攻撃があった。
17世紀から18世紀にかけ城は打ち捨てられ、村は弱体化し、19世紀にはほぼ見捨てられていた。19世紀終わり、城の購入者が城を修復した。20世紀の観光開発によって、カステルヌーの地への熱意がかきたてられ、村は廃墟の中から蘇った。今日の村は主として観光業に依存しており、フランスの最も美しい村に登録されている。

## 人口統計
| 1962年 | 1968年 | 1975年 | 1982年 | 1990年 | 1999年 | 2007年 |
| ------ | ------ | ------ | ------ | ------ | ------ | ------ |
| 186    | 173    | 159    | 152    | 277    | 331    | 365    |

参照元:Insee · 

## 史跡

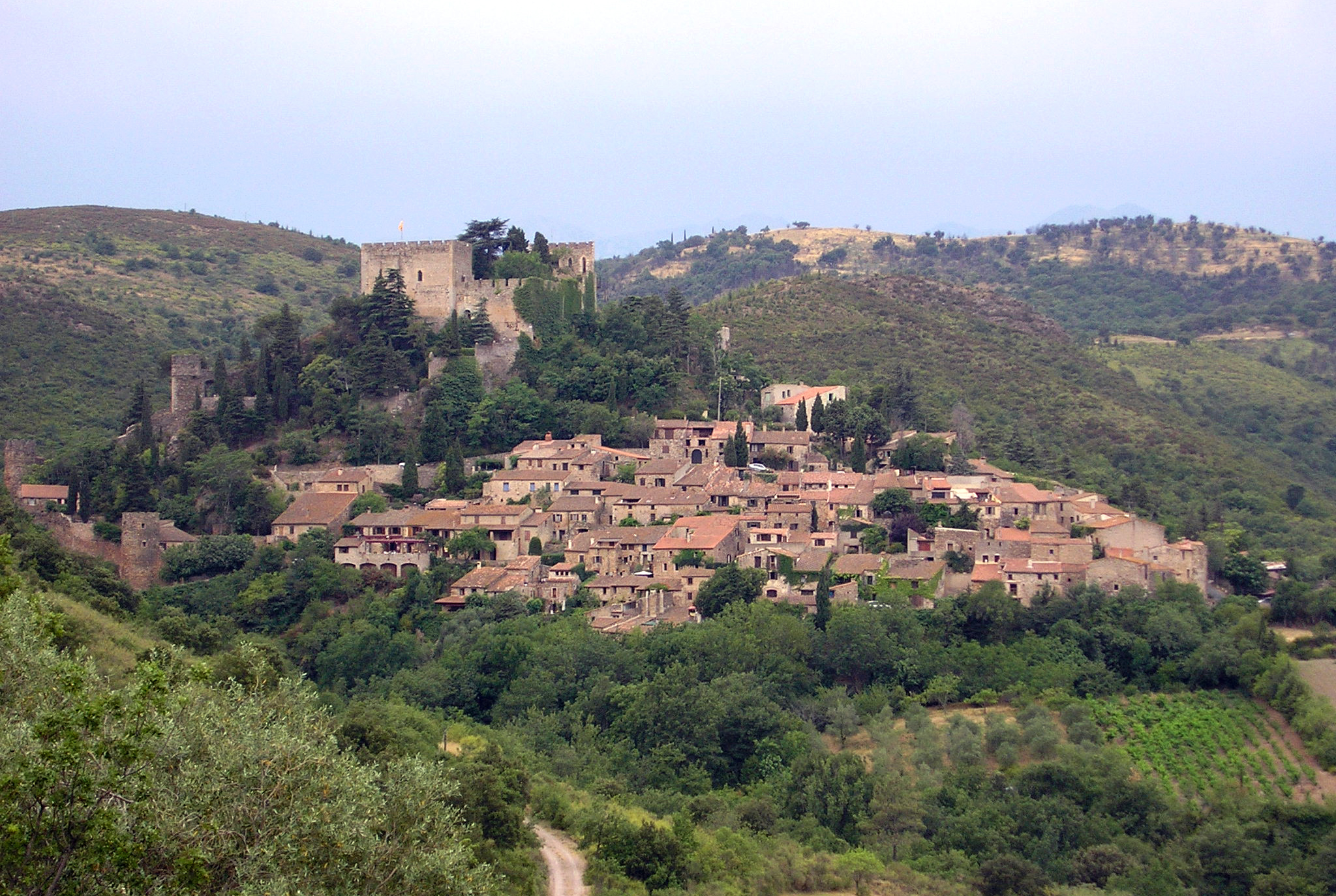
子爵の城が見下ろす村

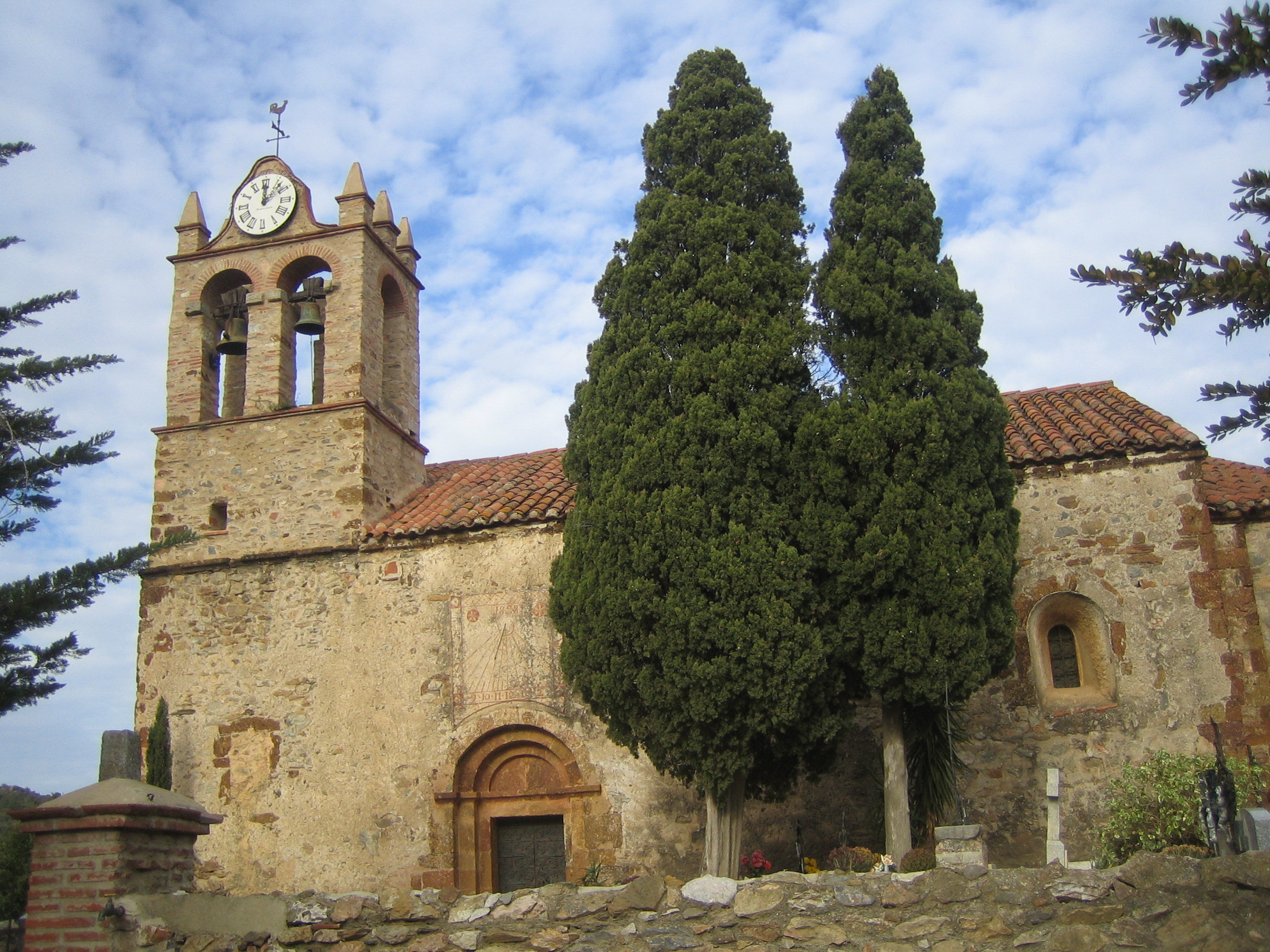
サント＝マリー＝ド＝メルカダル教会

### 子爵の城
カステルヌー城の歴史は10世紀終わりに遡る。11世紀の間じゅう、カステルヌー子爵はルシヨン中に影響を与える存在だった。14世紀に城はマヨルカ王の傘下に入った。領主権は数世紀間様々な一族の間を転々とした。18世紀に廃れていた城はすっかりぼろぼろだった。城の石は、周辺住民が自宅を作るのに使われていた。19世紀終わりに城が買われ、完全に復元され、徐々に近代化された。1980年に火事で焼けたが、復元され1990年より公開が始まった。
城にはサン＝ピエール礼拝堂があった。これは12世紀前半まで村の教区教会であった。サント＝マリー＝ド＝メルカダル教会が出来た時は、教会は城壁外側にあった。城の礼拝堂は1091年よりあり、聖アウグスチノ修道会参事会の学校に使われた。城に大ホールができた14世紀に、礼拝堂建物はなくされた。

### 教会
サント＝マリー＝ド＝メルカダル教会について初めて記されたのは1259年である。城壁で囲まれた村の外にあった。名は近くにあった市場の名称から名付けられた。建物は13世紀初頭まで遡る。18世紀には建物がいくつか、聖具室と鐘が追加された。